# Jean Rigalle Elysée
Jean Rigalle Elysée (* 26. September 1927 in Léogâne, Haiti; † 20. September 2017 in Livingston (New Jersey)) war ein haitianischer anglikanischer Geistlicher.

## Leben
Elysée war der Sohn von Joseph Elisee und Melicia LaBorde, er war das älteste von zwölf Kindern. Er erhielt seinen Master of Divinity von der ehemaligen Philadelphia Divinity School in Philadelphia (Vereinigte Staaten). In der Diözese Haiti wurde er zum Priester geweiht. Dann wurde er von der Gesellschaft für Inlands- und Auslandsmissionen als Missionar nach Monrovia (Liberia) gesandt.
Elysée war ab 1971 Nachfolger von Timothy Olufosoye, am 12. Juni 1980 wurde er zum Bischof von Gambia und der Rio-Pongas-Provinz in Westafrika als Missionar der Bischöflichen Kirche und der United Society for the Propagation of the Gospel (USPG) in London ernannt. In seiner Amtszeit wurde am 1. August 1985 aus der Diözese Gambia and the Rio Pongas die Diözese Guinea abgespalten. Thomas Will Makole wurde erster Bischof der Diözese Guinea. Elysée war bis 1990 Bischof von Gambia, sein Nachfolger wurde Solomon Tilewa Johnson. 1986 kam Bischof Elisee in die Vereinigten Staaten und arbeitete mehrere Jahre lang unter der Bischofsdiözese von New York und Newark als Versorgungsbischof, der bis zu seiner Pensionierung mit Konfirmationen half.
Jean Rigalle Elysée verstarb 2017 im St. Barnabas Hospital in Livingston.